# Tomarcahüyüğü, Sarıkaya
Tomarcahüyüğü là một xã thuộc huyện Sarıkaya, tỉnh Yozgat, Thổ Nhĩ Kỳ. Dân số thời điểm năm 2010 là 83 người.